# Wacław Martyniuk
Wacław Andrzej Martyniuk (ur. 10 listopada 1949 w Bytomiu) – polski polityk, poseł na Sejm w latach 1991–2011 (I, II, III, IV, V i VI kadencji), działacz związkowy.

## Życiorys
Ukończył w 1972 studia w Wyższej Szkole Ekonomicznej w Poznaniu. Do 1999 był członkiem Socjaldemokracji Rzeczypospolitej Polskiej, później przystąpił do Sojuszu Lewicy Demokratycznej. W latach 1984–1994 był działaczem związkowym, wiceprzewodniczył Federacji Związków Zawodowych Górników i Ogólnopolskiemu Porozumieniu Związków Zawodowych. Uczestniczył w obradach Okrągłego Stołu w podzespole do spraw stowarzyszeń i samorządu terytorialnego. W 1991, 1993, 1997, 2001 i 2005 uzyskiwał mandat posła na Sejm kolejnych kadencji. W wyborach parlamentarnych w 2007 po raz szósty został posłem, kandydując z listy koalicji Lewica i Demokraci w okręgu gliwickim i otrzymując 16 125 głosów. Od 1993 pełnił funkcję sekretarza, a od 1997 rzecznika dyscypliny w klubie parlamentarnym SLD (od 2007 działającym jako KP LiD, a od 2008 jako KP Lewica). W 2010 (przed przemianowaniem KP Lewica na KP SLD) został odwołany z tych funkcji. W 2011 nie ubiegał się o reelekcję do Sejmu. W 2012 został doradcą prezesa NBP Marka Belki.
W 2009 Biuro Lustracyjne IPN skierowało do sądu lustracyjnego wniosek o uznanie go za „kłamcę lustracyjnego” w związku z podejrzeniem współpracy z SB. W maju 2012 sąd I instancji uznał jego oświadczenie lustracyjne za prawdziwe, a we wrześniu 2012 Sąd Apelacyjny w Katowicach utrzymał to orzeczenie w mocy.